# Klamath
Los klamath son una tribu india lutuami muy afín a los modoc, cuyo nombre proviene de la deformación de maklaks “gente”, pero también se hacían llamar Eukshikni o Auksiri “Gente del Lago”. Su lengua está estrechamente relacionada con la de los modoc y se ha especulado su parentesco común con las lenguas lengua penutias.

## Localización
Vivían en varios valles de la región de la cordillera de las Cascadas en California y en el sur y centro de Oregón. Principalmente habitaban toda la cuenca del río Klamath, en especial la parte baja. Actualmente viven en la Reserva Klamath de Oregón.

## Demografía
En 1905 había 755 individuos. En 1960 vivían unos 937 en Oregón, y en 1970 vivían en la reserva 2.185 individuos, klamath, modoc, cayuse y molala. En 1980 sumaban 2.000 con los modoc, con unos 150 parlantes de su lengua.
Según el censo de 2000, había 2.632 puros, 490 mezclados con otras tribus, 715 con otras razas y 206 con otras razas y tribus, En total, 4.043 individuos.
Según datos de la BIA de 1995, en la reserva Klamath de Oregón vivían 2.633 individuos (3.057 apuntados en la lista tribal).

## Costumbres
Vivían en pequeñas aldeas autónomas lideradas por un chamán. Cada familia disfrutaba de una casa de invierno y de una de verano, que consistían en agujeros recubiertos por un techo, hundidos un metro en el suelo. El interior medía seis metros de diámetro, con literas y lugar para las provisiones.
Eran buenos cesteros, y su cultura era similar a la de los indios del altiplano, como paiute, kootenai, wailatpua y otros. Para su subsistencia dependían del pescado, de las aves acuáticas, bayas, langostas (insecto) y otros animales. Estaban considerados como buenos arqueros.
Creían en la vida tras la muerte, y tenían una cosmología con mitos y leyendas muy originales. Más tarde se hicieron agricultores y leñadores.

## Historia

### Antes del contacto con los europeos
Antes de la llegada de los invasores europeos, el pueblo klamath vivía en el área alrededor del lago Upper Klamath y de los ríos Klamath,  Williamson y  Sprague. Subsistían principalmente de peces (principalmente salmón) y de raíces y semillas.
Los klamath eran conocidos por atacar las tribus vecinas (como los achomawi en el río Pit) y ocasionalmente tomaban prisioneros como esclavos. Comerciaban viajando al norte con los chinook (tribus) en The Dalles (Oregón), a orillas del río Columbia.

### Contacto
En 1826 Peter Skene Ogden, un explorador y comerciante canadiense de pieles al servicio de la Compañía de la Bahía de Hudson, encontró por primera vez a miembros de la tribu klamath y ya negociaba con ellos hacia 1829. También visitó la región en 1846 el militar y explorador estadounidense John C. Frémont, que llevaba como guía a Kit Carson, que admiraba las flechas de los klamath, de las que se informó que podían atravesar un caballo.[cita requerida]

### Tratado con los Estados Unidos
Los Estados Unidos, los klamaths, los modocs y la banda yahooskin de las tribus snake firmaron un tratado en 1864 creando la Reserva Klamath, localizada al noreste del Lago Upper Klamath, un área de unas 400.000 hectáreas y que compartían con 35 tribus más, cerca del bosque de Winewa. El tratado estableció que las tribus debían de ceder a los Estados Unidos las tierras de la cuenca del Klamath, limitadas al norte por el paralelo 44ºN, y a cambio, los Estados Unidos harían un pago único de $ 35.000 y varios pagos anuales por un total de $ 80.000 los siguientes 15 años, así como que proporcionarían la infraestructura y el personal de la reserva. El tratado preveía que, si los indios bebían licor o lo almacenaban en la reserva, los pagos podrían ser retenidos y que Estados Unidos podría localizar otras tribus en el futuro en la reserva. Las tribus pidieron que Lindsay Applegate fuese el agente que representase a los Estados Unidos. El agente indio estimó que la población total de las tres tribus era de unos 2.000 miembros cuando se firmó el tratado.

### Historia post-tratado
Vivieron en paz con los occidentales hasta que el gobierno rompió el compromiso al apropiarse del lago Klamath, lo que provocó la revuelta de los modoc. Los klanath no se sumaron a esa revuelta e incluso lucharon como mercenarios contra los modoc. Practicaron la esclavitud, y en 1870 apareció el movimiento Dream Dance, encabezado por los chamanes Lobert y O’Toole, que influiría en la Ghostdance.
En 1958 el gobierno de los EE. UU. decidió aplicarles la política de Termination para poder gastar los 2,6 millones de dólares que habían recibido gracias a una sentencia judicial. Hasta 1986 no recuperaron la gestión de la reserva.
Los klamath, junto con los modoc y los yahooskin, forman la confederación de tribus klamath, con un gobierno tribal que tiene su sede en Chiloquin, Oregón.
Algunos Klamaths viven en la Comunidad Indígena del Valle del cuarzo (Quartz Valley Indian Community) en el condado de Siskiyou, California .